# Naomi Raine
Pour les articles homonymes, voir Raine.
 (janvier 2024).
La mise en forme du texte ne suit pas les recommandations de Wikipédia : il faut le « wikifier ».
Les points d'amélioration suivants sont les cas les plus fréquents. Le détail des points à revoir est peut-être précisé sur la page de discussion.
- Les titres sont pré-formatés par le logiciel. Ils ne sont ni en capitales, ni en gras.
- Le texte ne doit pas être écrit en capitales (les noms de famille non plus), ni en gras, ni en italique, ni en « petit »…
- Le gras n'est utilisé que pour surligner le titre de l'article dans l'introduction, une seule fois.
- L'italique est rarement utilisé : mots en langue étrangère, titres d'œuvres, noms de bateaux, etc.
- Les citations ne sont pas en italique mais en corps de texte normal. Elles sont entourées par des guillemets français : « et ».
- Les listes à puces sont à éviter, des paragraphes rédigés étant largement préférés. Les tableaux sont à réserver à la présentation de données structurées (résultats, etc.).
- Les appels de note de bas de page (petits chiffres en exposant, introduits par l'outil «  Source ») sont à placer entre la fin de phrase et le point final[comme ça].
- Les liens internes (vers d'autres articles de Wikipédia) sont à choisir avec parcimonie. Créez des liens vers des articles approfondissant le sujet. Les termes génériques sans rapport avec le sujet sont à éviter, ainsi que les répétitions de liens vers un même terme.
- Les liens externes sont à placer uniquement dans une section « Liens externes », à la fin de l'article. Ces liens sont à choisir avec parcimonie suivant les règles définies. Si un lien sert de source à l'article, son insertion dans le texte est à faire par les notes de bas de page.
- La présentation des références doit suivre les conventions bibliographiques. Il est recommandé d'utiliser les modèles {{Ouvrage}}, {{Chapitre}}, {{Article}}, {{Lien web}} et/ou {{Bibliographie}}. Le mode d'édition visuel peut mettre en forme automatiquement les références.
- Insérer une infobox (cadre d'informations à droite) n'est pas obligatoire pour parachever la mise en page.

Pour une aide détaillée, merci de consulter Aide:Wikification.
Si vous pensez que ces points ont été résolus, vous pouvez retirer ce bandeau et améliorer la mise en forme d'un autre article.
 (janvier 2024).
Naomi Raine Solomon (née le 9 avril 1987) est une chanteuse, compositrice et dirigeante de culte chrétienne et gospel américaine. Raine est membre du collectif Maverick City Music.

## Carrière
Raine a fait ses débuts avec Maverick City Music en 2019, sortant deux projets cette année-là. Ainsi en septembre 2022, ils avaient publié 11 projets supplémentaires. En tant que membre de Maverick City Music, Raine a participé aux tournées « Welcome to Maverick City », « Kingdom » et « The Maverick Way » aux États-Unis.
Le 8 juillet 2022, Raine a sorti son album solo Journey via TRIBL Records. Journey se compose de 15 chansons produites par Raine avec G. Morris Coleman.
Au printemps 2023, Raine s'est lancée dans la tournée « It's Time », avec Tasha Cobbs Leonard, Natalie Grant et TAYA. La tournée s'est étendue sur plus de 20 villes à travers les États-Unis, et Raine et ses collègues, dirigeantes du culte, ont ensuite été rejointes par Tamela Mann et Katie Torwalt lors de la tournée.
Le 2 juin 2023, Raine a sorti son premier album live Cover The Earth (Live In New York) qui met en vedette Natalie Grant, Todd Dulaney, Chandler Moore et Lizzie Morgan. Produit par Adale Jackson, Cover The Earth se compose de 14 chansons, dont One Name (Jesus), le premier single de l'album.

## Récompenses et nominations

### Billboard Music Awards
| Année | Nomination / œuvre                                                                       | Prix                     | Résultat |
| ----- | ---------------------------------------------------------------------------------------- | ------------------------ | -------- |
| 2022  | Jireh (Elevation Worship et Maverick City Music featuring Chandler Moore et Naomi Raine) | Meilleure chanson gospel | Nommée   |

### GMA Dove Awards
| Année | Nomination / œuvre                                                                       | Prix                                       | Résultat |
| ----- | ---------------------------------------------------------------------------------------- | ------------------------------------------ | -------- |
| 2021  | Jireh (Elevation Worship et Maverick City Music featuring Chandler Moore et Naomi Raine) | Chanson de culte enregistrée de l'année    | Nommée   |
| 2022  | Jireh (Elevation Worship et Maverick City Music featuring Chandler Moore et Naomi Raine) | Chanson de l'année                         | Nommée   |
| 2022  | Jireh (Elevation Worship et Maverick City Music featuring Chandler Moore et Naomi Raine) | Chanson de culte enregistrée de l'année    | Nommée   |
| 2023  | Naomi Raine                                                                              | Révélation de l'année                      | Nommée   |
| 2023  | Jireh (My Provider)                                                                      | Chanson enregistrée rap/hip-hop de l'année | Nommée   |
| 2023  | One Name (Jesus) [Live]                                                                  | Chanson gospel enregistrée de l'année      | Nommée   |

### Grammy Awards
| Année | Nomination / œuvre                                                                              | Prix                                                              | Résultat   |
| ----- | ----------------------------------------------------------------------------------------------- | ----------------------------------------------------------------- | ---------- |
| 2022  | Wait on You (Elevation Worship et Maverick City Music)                                          | Meilleure performance/chanson gospel                              | Nommée     |
| 2022  | Jubilee: Juneteenth Edition                                                                     | Meilleur album gospel                                             | Nommé      |
| 2022  | Jireh (Elevation Worship et Maverick City Music featuring Chandler Moore et Naomi Raine)        | Meilleure performance/chanson de Musique chrétienne contemporaine | Nommée     |
| 2022  | Old Church Basement                                                                             | Meilleur album de musique chrétienne contemporaine                | Vainqueur  |
| 2023  | Kingdom (avec Kirk Franklin)                                                                    | Meilleure performance/chanson gospel                              | Vainqueure |
| 2023  | Kingdom Book One                                                                                | Meilleur album gospel                                             | Vainqueur  |
| 2023  | "God Really Loves Us (Radio Version) (Crowder (en) featuring Dante Bowe et Maverick City Music) | Meilleure performance/chanson de musique chrétienne contemporaine | Nommée     |
| 2023  | Fear Is Not My Future (avec Kirk Franklin)                                                      | Meilleure performance/chanson de musique chrétienne contemporaine | Vainqueure |
| 2023  | Breathe                                                                                         | Meilleur album de musique chrétienne contemporaine                | Vainqueur  |

## Voir également
- Liste des artistes de musique de culte chrétien